# オーストリア＝ハンガリー帝国海軍
オーストリア＝ハンガリー帝国海軍 (オーストリア＝ハンガリーていこくかいぐん、ドイツ語: K.u.K Kriegsmarine; ハンガリー語: Császári és Királyi Haditengerészet) は、オーストリア＝ハンガリー帝国の海軍である。帝国が解体される1918年まで存在した。(英語版)
ドイツ語呼称のK.u.K とは kaiserlich und königlich の略号であり、「（オーストリア）帝国と（ハンガリー）王国」を意味する定冠詞である。これを省略して単にKriegsmarineと表記すると、ドイツ海軍 (国防軍)を指す言葉となってしまうので、注意が必要。

## 概要

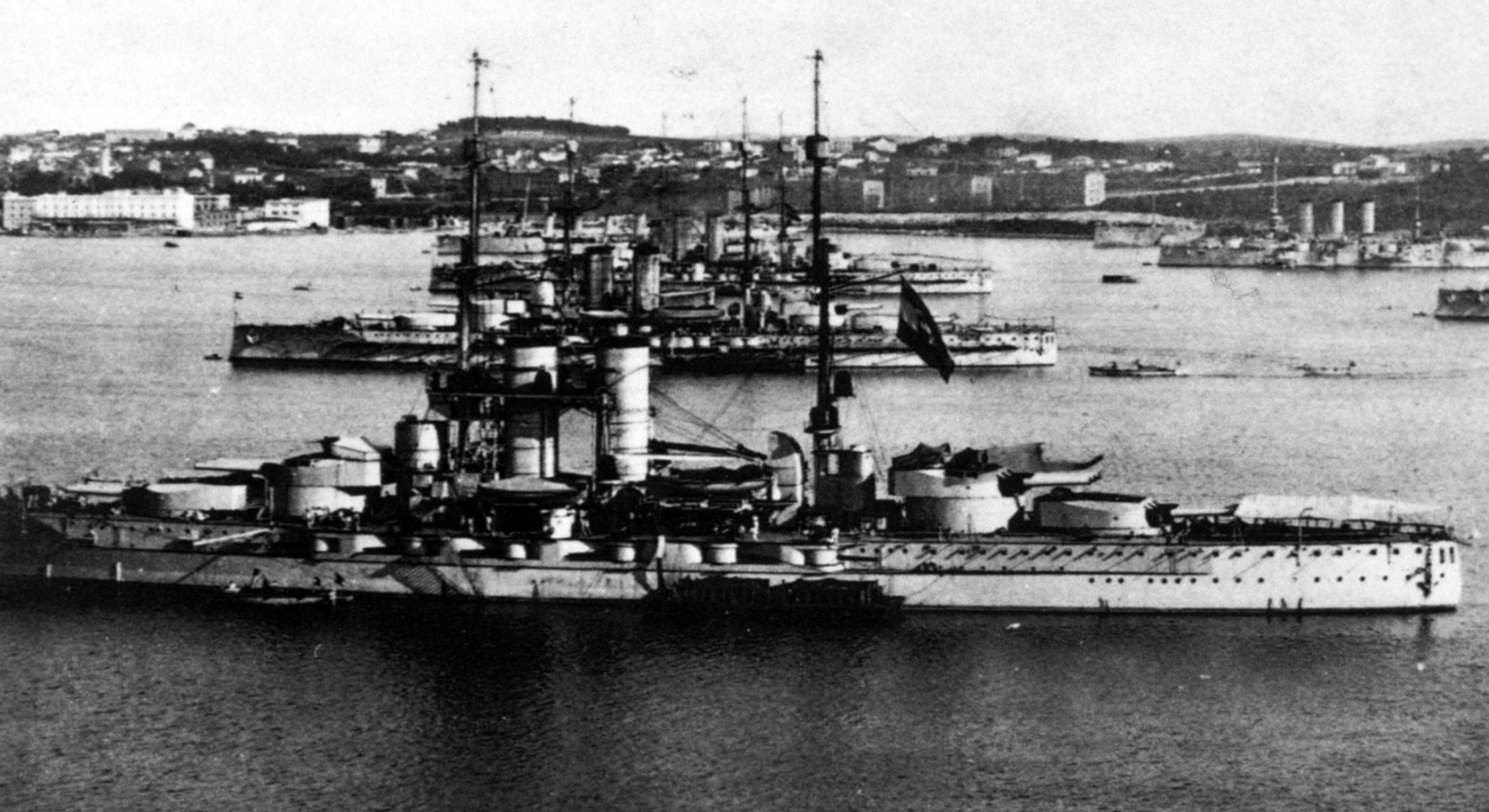
プーラ軍港のオーストリア＝ハンガリー帝国海軍艦艇。

ハプスブルク君主国→オーストリア帝国は、その版図にアドリア海沿岸のイストリア、トリエステ、ダルマチアなどを含み、これらの地域は海運・商業活動などで繁栄した。このような帝国内の海上活動の保護のため、18世紀末頃から帝国はこれらの地域の海港を根拠地とする海軍を保有していた。
1864年の第二次シュレースヴィヒ＝ホルシュタイン戦争においては、北海まで出動し、デンマーク海軍と交戦した。この時のヘルゴラント海戦は木造艦どうしの最後の大規模な海戦であった。そして1866年の普墺戦争では、装甲艦どうしの最初の大規模な海戦であるリッサ海戦でイタリア海軍主力を撃破している。
1867年のアウスグライヒによりオーストリア帝国がオーストリア＝ハンガリー帝国に改組すると、海軍も二重帝国の共通軍隊として位置付けられることとなった。
主な活動海域はアドリア海で、主要海軍基地と主要造船所はポーラ、トリエステ、フィウーメ、カッタロにあった。地理的には地中海への出口をオトラント海峡によって扼されており、この海峡の制海権確保が重要であった。
第一次世界大戦においては、隣国イタリアが連合国側に加わって敵対国となり、全体として劣勢とはなったものの、アドリア海では潜水艦により連合国側海軍の行動を抑圧し
、比較的自由に行動できる状況を得た。このような状況下で、主力艦については現存艦隊主義を採って戦力の維持を図る一方、巡洋艦や駆逐艦・水雷艇などによるイタリア半島・バルカン半島西部各地への沿海域作戦も実施された。
連合国側海軍は、オーストリア＝ハンガリー帝国海軍のイオニア海・地中海方面への進出を防ぐためオトラント海峡の封鎖を行ったが、オーストリア＝ハンガリーの潜水艦はこの封鎖線を越えて地中海方面へもしばしば行動した。国内の根拠地にはドイツ海軍のUボート戦隊も展開した。
このほか第一次世界大戦期においては、おもに飛行艇や水上機を装備した有力な海軍航空隊が編制されており、イタリアに対して積極的に作戦行動を展開した。
第一次世界大戦の敗戦により1918年にオーストリア＝ハンガリー帝国が解体されると、オーストリアとハンガリーはともに内陸国となったため、オーストリア＝ハンガリー帝国海軍の艦艇や軍人は分裂した諸国や戦勝国へ分割され、消滅した。

## 海軍最高司令官
- ハンス・ダーラーラップ中将(1790年-1872年)
- フランツ・グラーフ・フォン・ヴィンプフェン中将(1797年 - 1870年)(英語版)
- フェルディナンド・マクシミリアン副提督(1832年 - 1867年)(英語版)
- ルートヴィヒ・フォン・ファウツ中将(1811年 - 1880年)(英語版)
- ヴィルヘルム・フォン・テゲトホフ中将(1827年 - 1871年)(英語版)
- フリードリヒ・フォン・ペック中将(1825年 - 1884年)(英語版)
- マクシミリアン・ドーブレブスキー・フォン・スターネック提督(1829–1897)(英語版)
- ヘルマン・フォン・スパウン提督(1833年 - 1919年)(英語版)
- グラーフ・ルドルフ・モンテクッコリ提督(1843年 - 1922年)(英語版)
- アントン・ハウス大提督(1851年 - 1917年)(英語版)
- マクシミリアン・ニェゴヴァン提督(1858年 - 1930年)(英語版)
- ホルティ・ミクローシュ(1868年 - 1957年)